# Li Shufu
Li Shufu (李書福T, 李书福S, Lǐ ShūfúP; Taizhou, 25 giugno 1963) è un imprenditore e manager cinese fondatore nel novembre 1986 e presidente della Zhejiang Geely Holding Group e della casa automobilistica Geely, una delle poche non controllate dallo Stato, miliardario e tra i primi quindici uomini più ricchi della Cina secondo la rivista Forbes con un patrimonio netto nel 2023 di 20,2 miliardi di dollari.

## Carriera
Il 28 marzo 2010, la Geely ha firmato un accordo del valore di 1,8 miliardi di dollari per acquistare la casa automobilistica svedese Volvo dalla americana Ford, facendo si che Li diventasse il maggior azionista del costruttore scandinavo. È stato il più grande acquisto estero da parte di una casa automobilistica cinese.

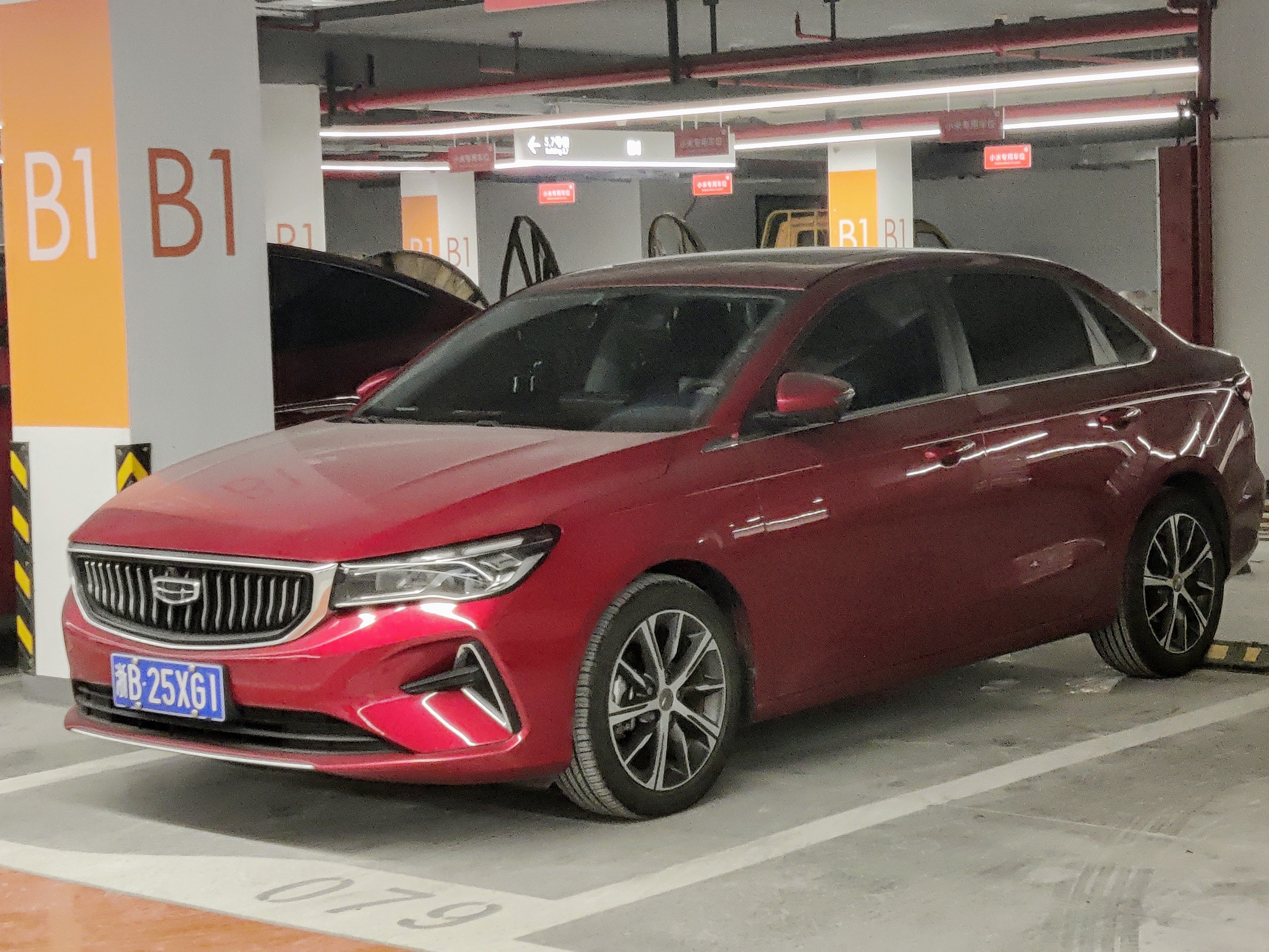
Una Emgrand, tra le auto più note e vendute dalla Geely

Nel 2013, secondo Hurun report, Li è stato classificato come la 63ª persona più ricca della Cina continentale, con un patrimonio netto di 2,6 miliardi di dollari Nello stesso anno ha acquisito la London Black Cab Taxi, società che produce e gestisce i taxi inglesi, adottando una politica di conversione e sostituzione con veicoli elettrici.
Nel 2017 ha acquistato la Lotus, investendo tramite le sue società circa 2 miliardi di dollari. A fine 2018 ha stipulato un accordo con la China Aerospace Science and Industry per costruire una nuova linea di treni ad alta velocità. Nello stesso anno, è diventato il maggiore azionista della Daimler, acquistando una partecipazione del 9,7% nella casa automobilistica tedesca attraverso un investimento di circa 7,2 miliardi di dollari.
Già membro del Partito comunista cinese, sempre nel 2018 viene eletto come rappresentante indipendente del partito per il Comitato provinciale dello Zhejiang, durante il XIII Congresso nazionale del popolo.
Nel marzo 2020, Li era in trattativa con Volvo Cars per fondersi con Geely nel suo obiettivo di creare una casa automobilistica globale. Sia Volvo che Geely sono di proprietà del fondo di investimento di Li Zhejiang Geely Holding Group, ma vengono gestite come entità separate.
Nel settembre 2022, il gruppo di Shufu ha acquisito una partecipazione del 7,6% in Aston Martin. Nel maggio 2023 Geely ha aumentato la sua partecipazione al 17%, diventando il terzo maggiore azionista.

## Vita privata
Li Shufu è sposato con Wang Li (王丽S) e la famiglia risiede a Hangzhou, Zhejiang.